# Eupithecia joanata
Eupithecia joanata es una especie de polilla de la familia Geometridae. La especie fue descrita por primera vez por Cassino y Swett habiendo sido descrita en 1922, con distribución en el estado estadounidense de California. Es una polilla negra con una envergadura es de unos 20 milímetros (0,8 plg). Se han registrado adultos volando de diciembre a marzo.